# Bain à bulles

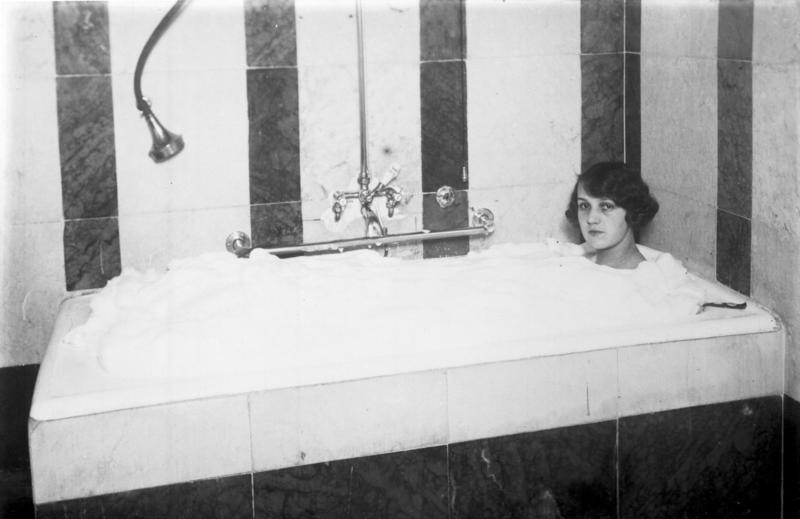
Femme dans un bain moussant (Berlin, 1930).

Le terme bain à bulles peut être utilisé pour décrire les bains bouillonnants avec des microbulles d'air (aérobain) ou de gaz carbonique (bain carbogazeux) mais aussi pour désigner le bain moussant avec une couche de mousse à base de tensioactif à la surface de l'eau.
Il est utilisé aussi bien pour un usage domestique que pour la balnéothérapie.

### Sources
- (en) Cet article est partiellement ou en totalité issu de l’article de Wikipédia en anglais intitulé « Bubble bath » (voir la liste des auteurs).